# Argiope anomalopalpis
Argiope anomalopalpis là một loài nhện trong họ Araneidae.
Loài này thuộc chi Argiope. Argiope anomalopalpis được miêu tả năm 1997 bởi Bjørn.